# Raytheon
Raytheon Company war ein US-amerikanischer Rüstungs- und Elektronikkonzern mit Sitz in Waltham (Massachusetts). Das Unternehmen fusionierte 1997 mit Hughes Aircraft, das nach seinem Gründer Howard Hughes benannt war. 2020 ging es in Raytheon Technologies auf. Im Juni 2023 erfolgte die Umbenennung in RTX Corporation, zusammengesetzt aus den Tickersymbolen für Raytheon (RTN) und United Technologies (UTX).

## Geschichte
Laurence K. Marshall und Vannevar Bush, zwei frühere Zimmergenossen am College, gründeten 1922 zusammen mit dem Wissenschaftler Charles G. Smith die heutige Raytheon Company als American Appliance Company in Cambridge, MA.
Der erste kommerzielle Erfolg war ein gasgefüllter Gleichrichter, der es ermöglichte, Radiogeräte mit Wechselstrom aus der Steckdose zu betreiben, anstelle von damals teuren und schweren Batterien. Er wurde unter dem Markennamen Raytheon verkauft, der sich zusammensetzt aus „ray“ (engl. für „Strahl“) und „theon“ (griech. für „von den Göttern“ oder „göttlich“). In der Folge eines Namensstreits wurde die Bezeichnung des gesamten Unternehmens im Jahr 1925 in Raytheon geändert.
Raytheon entwickelte 1947 den weltweit ersten Mikrowellenherd. Zusammen mit dem Haushaltsgeräte-Hersteller Tappan Stove Company wurde ab 1952 an einer Lösung für den Hausgebrauch gearbeitet und 1955 auf den Markt gebracht. Bis 1964 wurde das Modell RL-1 1396 Mal verkauft. Ein Modell steht heute im National Museum of American History. Anfang der 1960er Jahre entwickelte Raytheon die Hardware für den Apollo Guidance Computer, der in allen Raumfahrzeugen des Apollo-Programms die Navigation übernahm. 1965 übernahm Raytheon den amerikanischen Hausgerätehersteller Amana, um ab 1967 seine eigenen Mikrowellen unter der Modellbezeichnung Radarrange zu vermarkten. 1997 wurde die Haushaltsgerätesparte an den Klimaanlagenhersteller Goodman Manufacturing verkauft.
1948 erfolgte die Vorstellung des ersten kommerziellen Transistors, dem CK703 point contact Transistor. Eines der ersten volltransistorierten Transistorradios, das 8TP wurde von der Firma Raytheon entwickelt.
Am 8. Februar 1980 erfolgte der Kauf der Beech Aircraft Corporation (gegründet 1932 von Walter H. and Olive Ann Beech). 1995 folgte der Kauf des HAARP-Vertrages vom Rüstungskonzern E-Systems. 1995 übernahm Raytheon das Kieler Unternehmen Anschütz & Co GmbH (Name bis Ende 2005: Raytheon Marine; seit 1. Januar 2006 Raytheon-Anschütz). 1997 kam es zum Erwerb der Militärtechnologiesparte von Texas Instruments sowie zum Erwerb von Hughes Electronics (Hughes Aircraft). 2007 folgte der Erwerb von Sarcos Robotics.
Am 9. Juni 2019 gaben Raytheon und United Technologies Pläne für einen Zusammenschluss bekannt. Die Fusion durch Aktientausch wurde im ersten Halbjahr 2020 abgeschlossen.

## Geschäftsfelder

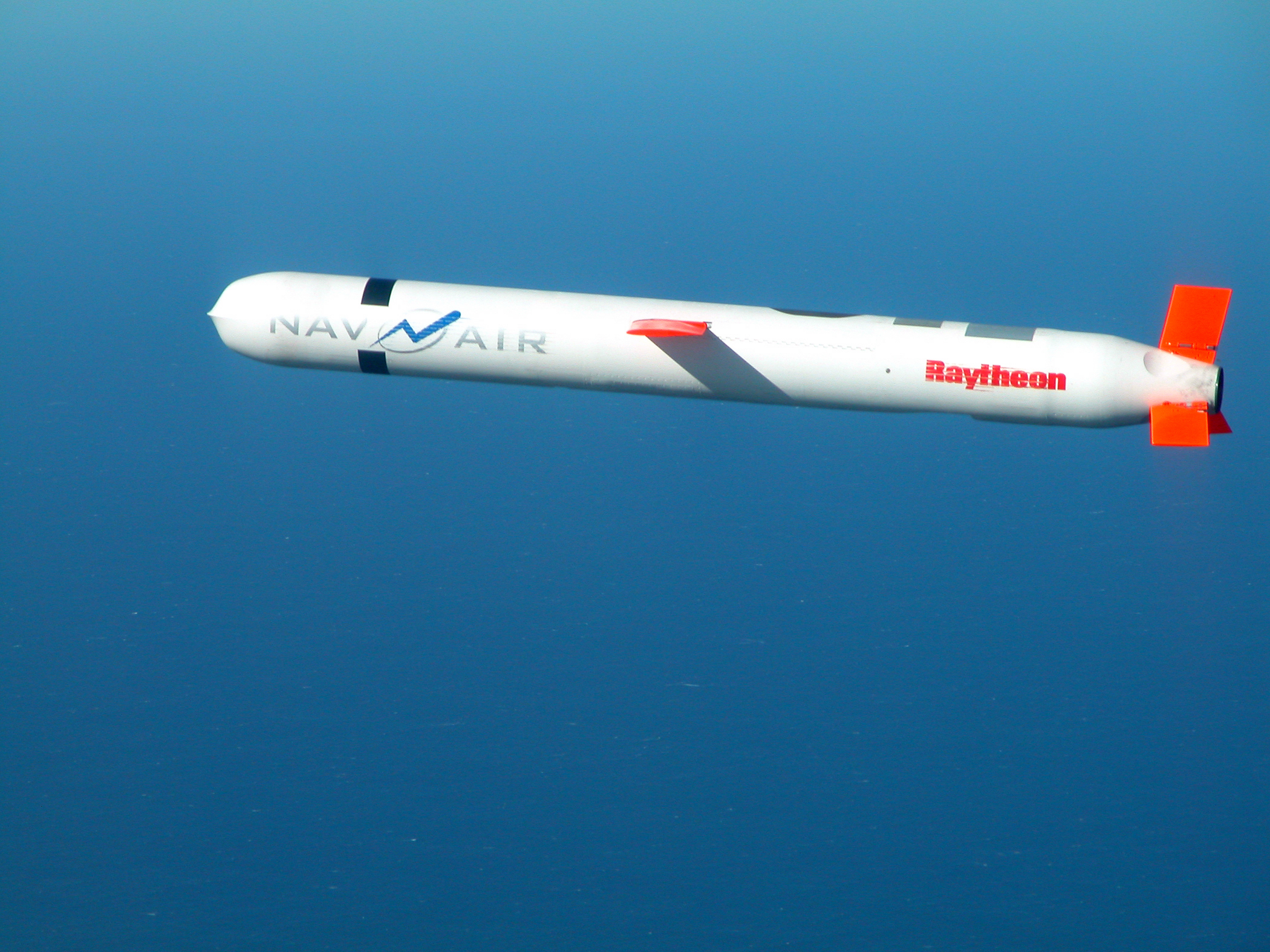
Raytheon BGM-109 Tomahawk Block IV Marschflugkörper bei einem U.S. Navy Flugtest in NAWS China See, Kalifornien, 2002

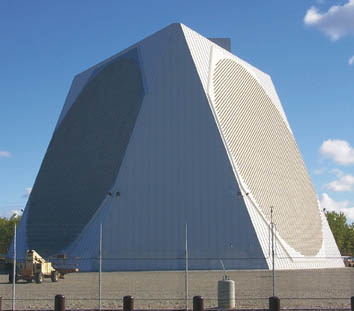
Phased-Array-Radar zur Raketenabwehr in Alaska von Raytheon

Der Konzern produzierte in seinen diversen Bereichen und Tochterunternehmen vor allem militärisches Gerät mit komplexer Steuerung, z. B. das Flugabwehrsystem Patriot und andere Raketen wie die AIM-9 Sidewinder, Torpedos und Marschflugkörper. Außerdem produziert Raytheon Radar-Systeme für fast jedes Kampfflugzeug der US Air Force, darunter auch das fortschrittliche Active Electronically Scanned Array.
Raytheon galt nicht nur als das Unternehmen, welches den Mikrowellenherd erfunden hat, sondern ist auch ein Vorreiter bei der Entwicklung von Mikrowellenwaffen und bietet mit dem Active Denial System funktionstüchtige Systeme für das Militär an.
Nach dem Kauf des Robotik-Spezialisten Sarcos durch Raytheon begann die Entwicklung eines Exoskeletts. Die Entwicklung ist auch in diesem Gebiet mittlerweile so weit fortgeschritten, dass es zumindest serienreife Prototypen gibt. Der Projektname lautet „Sarcos XOS 2“.
Im Europäischen Markt war Raytheon besonders als global operierender Dienstleister aktiv, der international tätige Unternehmen im sogenannten Training Outsourcing berät und unterstützt. Das Leistungsspektrum umfasst die Analyse entsprechender Maßnahmen, die Konzeption von Lösungsalternativen, das Design, die Implementierung sowie das Management von Trainingsmedien und -maßnahmen (Blended Learning, IBT, WBT, VCT) bis hin zur Evaluierung der angewandten Methoden im Auftrage des Kunden.

## Konzernbereiche
- Integrierte Verteidigungssysteme
- Nachrichtendienstsysteme
- Raytheon Nachrichtentechnik
- Raketensysteme
- Systeme für Netzwerkzentralen
- Luftraumüberwachung und Heimatverteidigung
- ELCAN optische Technologien
- Raytheon Versuchslabore
- Engineering and Production Support
- Space and Airborne Systems

## Tochterunternehmen
- Raytheon Aircraft Company (inkl. Beech Aircraft)
- Raytheon Resale Company
- Raytheon Aircraft Charter and Management Company
- Raytheon Aircraft Services Inc.
- Raytheon Technical Services Company LLC
- Raytheon Polar Services Company
- Raytheon Anschütz GmbH (1995–2023)[10]
- Photon Research Associates, Inc.
- Raytheon Professional Services LLC
- Raytheon Professional Services GmbH

## Produkte

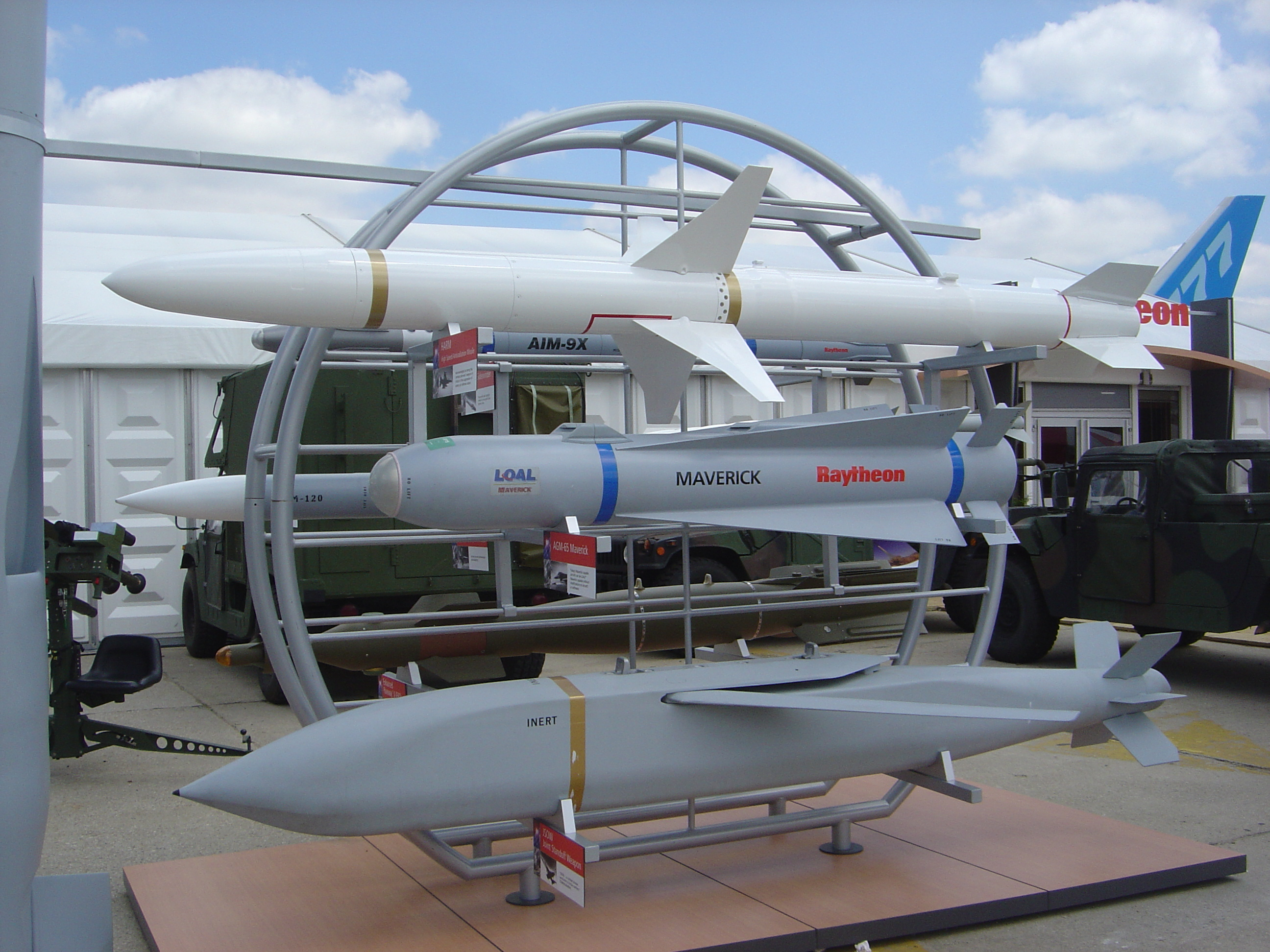
Raketen von Raytheon (2005)

- Raytheon Hawker 800
- Raytheon T-1
- Active Denial System
- FIM-92 Stinger

## Kritik
Das Unternehmen wird als einer der größten Waffenhersteller in den USA mit Lockheed Martin und General Dynamics wegen „Beihilfe zu Kriegsverbrechen und außergerichtlichen Tötungen“ verklagt. Deren Waffen wurden unter anderem auch an die von Saudi-Arabien geführte Koalition verkauft, die einen langjährigen Krieg im Jemen führt. Die Klage wurde im Namen der Opfer im Jemen eingereicht – nach massenhaften Tötungen während einer Hochzeit im Jahre 2015 und einer Beerdigung im Jahre 2016.
Laut der Klageschrift starben durch diese Bomben seit Beginn des von der NATO unterstützten Krieges im Jemen über 25.000 Zivilisten.